# 赤い糸 (小説)
『赤い糸』（あかいいと）は、メイのケータイ小説。および、小説作品を題材とした日本のテレビドラマ、映画、漫画、ゲーム作品。

## 概要
2006年7月に、ケータイ小説総合サイト「魔法の図書館」のランキングに登場し、1ヵ月後には、早くもランキング1位となった。その後、長期間に渡って1位をキープした。2007年に書籍化し、現在は5冊まで発表している。累計330万部。特に、女子中高生に高い人気を得ている。

## ストーリー

### 赤い糸
主人公・芽衣は、姉の春菜、幼なじみの悠哉の三人で一緒の時間を過ごすことが多かった。 実は、芽衣は悠哉に好意を抱いていたのだが、悠哉から姉・春菜への気持ちを聞き、自分の悠哉への好意を明かさない決意をする。
中学生になった芽衣は、級友のアツシと交際を始めるが、このアツシとの関係は、アツシと水商売の女との二股、ドラッグを使用した性交渉などを経て、破綻する。その後、芽衣は、失恋のショックの反動から、コータと、恋愛感情のない性交渉を繰り返し、親にも反抗して家を飛び出し、煙草を吸うなどしながら夜道を歩いていたところを、不良にひっかかり、友人・美亜と一緒に、避妊なしで激しく輪姦されたり、友人が自殺未遂で記憶喪失になったり、自分が養子であることが判明し両親が離婚するなど、想像を絶する数奇な遍歴をたどるなか、たかチャンと出会う。
しかし、たかチャンは、芽衣の親友・沙良が好意を寄せていた相手だった。それを承知で、友達を裏切りながらも、芽衣はたかチャンと付き合い始める。だが、たかチャンの嫉妬、暴力などによって、結局、別れを決意するなど、さまざまな男との出会いと別れを繰り返し、芽衣の友人・優梨とナツの間には子供ができる。しかし、運命の赤い糸はまだ見つからなかった。

### 赤い糸 destiny
あるとき昔の友人が集まった場で、別の彼女（麻美）と一緒にいるアツシの姿を目にして芽衣は動揺する。芽衣の父親の病気治癒を神社に祈るアツシの心情も知り、芽衣はさらに心を動かされる。
が、折悪しく、芽衣がドラッグ・パーティーから持ち帰った薬物を友人・美亜が使ってしまい、薬物中毒に陥る。
芽衣は、美亜への呵責と対処に悩み、さらに、人格障害をもった麻美からの嫌がらせにも苦しめられる。結局、芽衣はアツシと付き合うようになるが、麻美からの嫌がらせは止まなかった。麻美は、アツシの母親の経営する店への融資がらみの嫌がらせ、芽衣の輪姦事件を表沙汰にするなど、芽衣とアツシの別離を画策する。しかし、アツシが身を挺して自動車から芽衣を救ったのを目にしてから、麻美はようやく嫌がらせを止める。
芽衣の実母の話が語られ、アツシは自殺した芽衣の実母のホステス仲間の子であった。
さまざまな困難を乗り越えた芽衣とアツシは、最後に赤い糸で結ばれ、結婚することとなった。

### 赤い糸 precious
芽衣とアツシは結婚式を目前に控えていたが、就職したアツシは会社の上司との付き合いの飲みで帰りが遅くなることが多くなり、芽衣との間にすれ違いが増えていく。キャバクラへ行ったことを芽衣に内緒にしていたこともあり、やがて二人は別居するようになる。芽衣は友達と相談しながらも思い悩むが、結局は再びアツシと二人で住むことを決意し、結婚式の日を迎える。

## 書籍情報
ゴマブックスより2007年に単行本が発売。単行本は、タイトルを意識して本文は赤い字で印字されている。2009年にゴマ文庫にて文庫化。
赤い糸
- 赤い糸（上／下）2007年1月26日（同時発売）
  - 上 ISBN 4777105504
  - 下 ISBN 4777105512
- 赤い糸 上・下クリスマスBOX（上記のセット販売） 2007年10月18日 ISBN 4777107701
- 赤い糸（上／中／下）（文庫版）2009年4月28日（同時発売）
  - 上 ISBN 4777151069
  - 中 ISBN 4777151077
  - 下 ISBN 4777151085

赤い糸 destiny
- 赤い糸 destiny（上／下）2007年5月25日（同時発売）
  - 上 ISBN 4777106438
  - 下 ISBN 4777106446
- 赤い糸 destiny（上／中／下）（文庫版）2009年4月28日（同時発売）
  - 上 ISBN 4777151255
  - 中 ISBN 4777151263
  - 下 ISBN 4777151271

赤い糸 precious
- 赤い糸 precious 2007年11月30日 ISBN 4777108171
- 赤い糸 precious（文庫版） 2009年4月28日 ISBN 477715128X

## 評価・批評
著述家の本田透によると、本作の正編だけを読めば「赤い糸」を免罪符として刹那的に恋愛経験を重ねる少女の物語として一定の評価が可能だが、続編（『赤い糸 destiny』）まで読み進めると、「最後には真実の愛を見出して終わる」というケータイ小説の王道パターンを反復しており独自性はないといわざるをえないとしている。
速水健朗によれば、ケータイ小説全般に歌手の浜崎あゆみの歌詞の影響がみられると論じているが、その例の一つとして、本作の題名の由来である「運命の赤い糸」は、「赤い糸なんて信じてなかった」で始まる浜崎の曲「trust」によってケータイ世代に広く知られるようになった概念であり、また本作のストーリー自体もこの曲の歌詞をなぞっているのだと述べている。さらに、ケータイ小説においてデートDVが頻繁に描かれているという議論の際にも、本作においてたかチャンが芽衣に対して行う厳しい束縛がデートDVの典型例であるとして引用している。

## 漫画
ゴマブックスより発売。柏屋コッコの作画によるコミカライズ。
- コミック赤い糸（出版社倒産で続刊なし）

1. 2008年11月1日、ISBN 978-4-77-719075-1
2. 2008年11月1日、ISBN 978-4-77-719076-8
3. 2008年11月29日、ISBN 978-4-77-719077-5
4. 2009年1月30日、ISBN 978-4-77-719078-2
5. 2009年3月30日、ISBN 978-4-77-719097-3
6. 2009年5月29日、ISBN 978-4-77-719105-5

## 映画・テレビドラマ
2008年4月にフジテレビがテレビドラマ化と映画化を企画し同時期にそれぞれ放送、公開された。撮影は2008年7月から2009年2月まで行われ、ドラマは2008年12月6日からフジテレビ系の土曜ドラマ枠で放送、映画は2008年12月20日に公開された。
映画の配給は松竹で、監督は共同テレビの村上正典が務めた。以前にフジテレビと松竹は「パ★テ★オ」（1992年）で第1、2弾を単発のドラマで話を展開していき、ラストは映画で締めるというメディアミックス展開をしているが、今回はドラマと映画のキャスト・スタッフは全く同じで、ドラマと映画を並行して物語を展開していき、真のラストは連続ドラマの後半9～11話で締めるという展開が行なわれた。キャッチフレーズは「純愛はキレイゴトじゃない。」。なお、原作の過激さからストーリーはかなり変更されている。

### キャスト
- 竹宮芽衣：南沢奈央（幼少期：宮武美桜）
- 西野敦史（アッくん）：溝端淳平（幼少期：沢木ルカ）
- 高橋陸（たかチャン）：木村了
- 山岸美亜：岡本玲
- 田所麻美：石橋杏奈
- 中川沙良：桜庭ななみ
- 藤原夏樹（ナツ）：柳下大
- 中西優梨：鈴木かすみ
- 神谷充（ミツ）：田島亮
- 竹宮春菜：岩田さゆり
- 篠崎悠哉：矢崎広
- 川口ミヤビ：平田薫
- 安田愁：若葉竜也
- コータ：山田ジルソン
- ユリ：中村朝佳
- アイちん：米村美咲
- 由希：池田愛
- のぞみ：柊瑠美
- 男子生徒(中学3年の同級生)：藤村直樹
- 女子生徒(占いを受ける生徒)：渡辺万美
- 井上隼作：矢柴俊博
- 高橋忠明：林和義
- 石川春生：浜田学
- 石川マチ子：山口紗弥加
- 太田医師：鈴木浩介
- 村越浩市：松田賢二
- 西野夏実：山本未來
- 森崎孝道：小木茂光
- 竹宮寿久：甲本雅裕
- 竹宮幸子：渡辺典子

ゲスト
- 紺野まひる（特別出演）
- 中谷みつとし(Mahha)
- パティシエ：俵木藤太

### ドラマ サブタイトル
| 各話                                                       | 放送日         | サブタイトル               | 脚本     | 演出     | 視聴率 |
| ---------------------------------------------------------- | -------------- | -------------------------- | -------- | -------- | ------ |
| 第1話                                                      | 2008年12月6日  | 貴方に出会うために恋をする | 半澤律子 | 村上正典 | 7.5%   |
| 第2話                                                      | 2008年12月13日 | 孤独を癒やすチョコレート   | 半澤律子 | 村上正典 | 8.4%   |
| 第3話                                                      | 2008年12月20日 | 出会っていた二人           | 渡辺千穂 | 村上正典 | 7.8%   |
| 第4話                                                      | 2009年1月10日  | 長崎の空に                 | 渡辺千穂 | 村上正典 | 10.0%  |
| 第5話                                                      | 2009年1月17日  | 効かないクスリ             | 渡辺千穂 | 川村泰祐 | 10.8%  |
| 第6話                                                      | 2009年1月24日  | 途切れた糸                 | 渡辺千穂 | 川村泰祐 | 8.0%   |
| 第7話                                                      | 2009年1月31日  | 新しい恋の始まり           | 渡辺千穂 | 川村泰祐 | 8.4%   |
| 第8話                                                      | 2009年2月7日   | 赤い糸                     | 渡辺千穂 | 村上正典 | 8.0%   |
| 第9話                                                      | 2009年2月14日  | 366日                      | 渡辺千穂 | 村上正典 | 8.9%   |
| 第10話                                                     | 2009年2月21日  | 大人になれない子供たち     | 渡辺千穂 | 川村泰祐 | 7.0%   |
| 最終話                                                     | 2009年2月28日  | それでもいいと思える恋     | 渡辺千穂 | 村上正典 | 8.9%   |
| 平均視聴率 8.5% （視聴率は関東地区・ビデオリサーチ社調べ） |                |                            |          |          |        |

### スタッフ

#### テレビドラマ版
- 脚本：渡辺千穂、半澤律子
- 音楽：菅野祐悟
- プロデューサー：関谷正征、種田義彦（フジテレビ）、森安彩（共同テレビ）
- 演出：村上正典（共同テレビ）、川村泰祐（フジテレビ）
- 制作：フジテレビ、共同テレビ

#### 映画版
- 脚本：渡辺千穂
- 音楽：菅野祐悟
- プロデューサー：種田義彦、関谷正征（フジテレビ）、森安彩（共同テレビ）
- 監督：村上正典（共同テレビ）
- 制作：共同テレビジョン
- 提供：フジテレビジョン、松竹、FNS27社
- 配給：松竹

### テーマソング
主題歌
- HY「366日」（東屋慶名建設）

挿入歌
- lego big morl「Ray」（OORONG RECORDS）

### 映像ソフト
テレビドラマ
- 赤い糸DVD-BOX(2009年7月15日発売)

映画
- 赤い糸スペシャルエディション(2009年5月29日発売)
- 赤い糸スタンダードエディション(2009年5月29日発売)

| フジテレビ系列 土曜ドラマ               | フジテレビ系列 土曜ドラマ        | フジテレビ系列 土曜ドラマ                                                                      |
| 前番組                                  | 番組名                           | 次番組                                                                                         |
| --------------------------------------- | -------------------------------- | ---------------------------------------------------------------------------------------------- |
| Room Of King （2008.10.4 - 2008.11.29） | 赤い糸 （2008.12.6 - 2009.2.28） | チャンス!〜彼女が成功した理由〜 （2009.3.7 - 2009.3.14） ※「docomoドラマスペシャル」として放送 |

## ゲーム
ニンテンドーDS用ゲームソフトとして2008年12月25日にアルケミストから発売された。続編の『赤い糸 destiny DS』もゲーム化され、2009年3月26日発売にされた。
ゲーム機本体を縦に持って読み進める形式。主人公の芽衣以外は声優によるフルボイスの音声が実装された。また、途中で選択肢が追加されており、『赤い糸DS』では新たに4つの、『赤い糸 destiny DS』では新たに3つのエンディングが追加されてマルチエンディングになっている。

### キャスト
- 芽衣：なし
- アッくん：福山潤
- たかチャン：森田成一
- 悠哉：浪川大輔
- ナツくん：高橋広樹
- ミツ：高橋直純
- 芽衣の父：藤原啓治
- 芽衣の母：川澄綾子
- 海斗：杉田智和
- コータ：森川智之（第1作のみ）
- 美亜：三瓶由布子
- 優梨：前田愛
- 春菜：能登麻美子
- 沙良：花澤香菜
- 麻美：長沢美樹
- アッくんの母（西野夏実）：中川玲
- 菜穂：こやまきみこ（第1作のみ）
- 酒井：津田健次郎（第2作のみ）
- のぶサン：小川輝晃（第2作のみ）
- 吉岡弘子：南條愛乃（第2作のみ）
- ミヤビ：山口理恵（第2作のみ）